# Axel Werner
Axel Wilfredo Werner (Rafaela, 1996. február 28. –) argentin labdarúgó, az Elche játékosa.

## Pályafutása

### Atlético Rafaela
Fiatalként végigjárta a klub összes korosztályát, majd bemutatkozhatott a profi csapatban is. 2015-ben a Deportivo Merlo ellen játszotta első mérkőzését. Az argentin élvonalban 2015. október 3-án debütált egy Arsenal de Sarandí elleni 1–1-es döntetlen alkalmával. 2016 márciusában, Germán Montoya sérülését követően első számú kapus lett.

### Atlético Madrid
2016. augusztus 20-án 5 éves szerződést írt alá az Atlético Madriddal, a spanyol klub azonban egyből kölcsön is adta a Boca Juniors nak. 2018-ban az FK Lokomotyiv Moszkva ellen mutatkozott be a madridi alakulatban.

## Sikerei, díjai

### Boca Juniors
- Primera División győztes: 2016-2017

### Atlético Madrid
- Európa-liga-győztes: 2017–2018